# Estación de Los Siles
Los Siles es una apartadero ferroviario situado en el municipio español de Marmolejo, en la provincia de Jaén. No dispone de servicios de pasajeros.

## Situación ferroviaria
Las instalaciones se encuentran situadas en el punto kilométrico 381,7 de la línea férrea de ancho ibérico Alcázar de San Juan-Cádiz,  a 210 metros sobre el nivel del mar, entre las estaciones de Marmolejo y Villa del Río. El tramo es de vía única y está electrificado.

## Historia
El 15 de septiembre de 1866 se inauguró el tramo Vilches-Córdoba de la línea de ferrocarril que pretendía unir Manzanares con Córdoba. La obtención de la concesión de dicha línea por parte de la compañía MZA fue de gran importancia para ella, dado que permitía su expansión hacia el sur tras lograr enlazar con Madrid los otros dos destinos que hacían honor a su nombre (Zaragoza y Alicante). El apartadero de Los Siles fue inaugurado en mayo de 1923 con el fin de regular el tráfico ferroviario en la zona. En 1941, tras la nacionalización de los ferrocarriles de ancho ibérico, las instalaciones pasaron a formar parte de la recién creada RENFE. Desde enero de 2005 Renfe Operadora explota la línea mientras que Adif es la titular de las instalaciones ferroviarias.